# Magyar Corvin-lánc
A Magyar Corvin-lánc a Szent István-rend után következő legnagyobb magyar állami kitüntetés, amelyet olyan személyek kaphatnak, akik különleges módon járultak hozzá a magyar közgondolkodás jobbításához, a tudományhoz és a kultúrához. Más kitüntetések birtokosaitól eltérően a kitüntetettek testületet alkotnak, amely időszakonként összeül és eszmecserét folytat Magyarország helyzetéről.
A Corvin-lánc kitüntetést eredetileg 1930-ban alapította Horthy Miklós, Magyarország kormányzója. A kitüntetést a magyar kormány 2001-ben újraalapította, de a 2002-es kormányváltás után már nem kapott senki sem Corvin-láncot, az indoklás szerint azért, mert ez a kitüntetés a Horthy-korszakot idézte és a megállapításának módját is kifogásolták. A 2010-es kormányváltás után két évvel, 2012-ben adták át újra ezt a kitüntetést.
A Magyarország címerének és zászlajának használatáról, valamint állami kitüntetéseiről szóló 2011. évi CCII. törvény 2. melléklete szerint a Corvin-lánccal adományozottak száma egy időben a tizenötöt nem haladhatja meg. 2012-ben öten vették át a díjat, így a viselők száma 13-ra emelkedett, majd 2013 óta 12 főre csökkent.
A 86/2012. (IV. 26.) számú kormány rendelet szerint a kitüntetés az állam tulajdona.

## Története
Az eredeti Corvin-lánc kitüntetést Horthy Miklós alapította 1930-ban.
A kitüntetést azok kaphatták meg, akik a magyar tudomány, irodalom és művészet terén, valamint a magyar művelődés fellendítése körül szereztek kimagasló érdemeket. A Corvin-lánc élő viselőinek száma egyszerre nem lehetett több tizenkettőnél. Később Észak-Erdély visszacsatolása után ezt a kvótát felemelték további hárommal. Így összesen tizenöt lehetett viselőinek száma. További kitüntetéseket is alapítottak: Corvin-díszjelvényt, amelyet szintén 12 fő viselhetett, és a Corvin-koszorút, amelyet 60 fő hordhatott. Külföldieknek Corvin-díszjelvényt adományoztak.

## Újjáalapítása
Részlet a korábbi rendelet szövegéből:
„2/2001. (VIII. 14.) ME rendelet
a Magyar Corvin-lánc kitüntetés alapításáról és alapszabályáról.
A Magyar Köztársaság kitüntetéseiről szóló 1991. évi XXXI. törvény 6/B. §-ában kapott felhatalmazás alapján a következőket rendelem el:
1. § A magyar tudomány és művészet, valamint a magyar oktatás és művelődés fellendítése terén szerzett kimagasló érdemek elismerésére Magyar Corvin-lánc kitüntetést (a továbbiakban: kitüntetés) alapítok.
2. § A kitüntetés adományozásának rendjét és feltételeit, a kitüntetés leírását, valamint a kitüntetéssel járó jogokat és kötelezettségeket, továbbá a Magyar Corvin-lánc Testület létrehozásának és működésének alapvető szabályait a kitüntetés alapszabályában foglaltak szerint állapítom meg. Az alapszabályt e rendelet melléklete tartalmazza.
3. § Az e rendelet végrehajtásával összefüggő költségek fedezetéről 2002. január 1-jétől a Nemzeti Kulturális Örökség Minisztériuma gondoskodik.”

„2011. évi CCII. törvény Magyarország címerének és zászlajának használatáról, valamint állami kitüntetéseiről
15. § (1) A Magyar Corvin-lánc (a továbbiakban: Corvin-lánc) a magyar tudomány és művészet, valamint a magyar oktatás és művelődés fellendítése terén szerzett kimagasló érdemek elismerésére szolgál. Tárgyszó
(2) A Corvin-lánc kitüntetéssel adományozottak alkotják a Magyar Corvin-lánc Testületet (a továbbiakban: Corvin-lánc Testület).
(3)* A Corvin-lánccal kapcsolatos feladatokat a kormányzati tevékenység összehangolásáért felelős miniszter által vezetett minisztériumban működő Magyar Corvin-lánc Iroda (a továbbiakban: Corvin-lánc Iroda) látja el.
18. § (1) Magyarország állami kitüntetéseit a miniszterelnök előterjesztésére a köztársasági elnök adományozza.”

## Leírása
A láncon függő medál egy 15. századi olasz reneszánsz művész által készített, 35 milliméter vastagságú érem kópiája lett. Előlapján jobb és bal oldalon delfinen álló női alakok keretezik az érmet. Benne Mátyás király jobb oldali profil mellképe, körülötte a latin „Mathias Rex Hungariae” (Mátyás, Magyarország királya) szöveggel. A díszes érem fölött arany koszorúban látható Mátyás zománcozott címere. Az egész egy aranybevonatú 510 milliméter hosszú, bogyós díszítésű ezüst nyakláncon függ. Az érem gyümölcskosárral és Mátyás király aranykoszorúban levő zománcos címerével kapcsolódik a lánchoz. A lánc hossza 510 milliméter, anyaga ezüst és zománc.
Az újraalapított kitüntetés megegyezik az eredeti 1930-assal, kivéve, hogy felirata a következő: „Pro scientia – litteris – et artibus” (A tudományokért, az irodalomért és a művészetekért).

## Viselési rendje
A Magyar Corvin-láncot (továbbiakban: kitüntetés) nemzeti ünnepek alkalmával a köztársasági elnök adományozza, olyan magyar illetve külföldi állampolgároknak, akik a magyar tudomány és művészet, továbbá az oktatás és a művelődés fellendítése terén kimagasló érdemeket szereztek. A kitüntetést ugyanazon személy részére csak egy ízben lehet adományozni.
A kitüntetést viselők száma egyszerre nem haladhatja meg a tizenötöt. Amint az adományozottak száma eléri a tizenötöt, további kitüntetés adományozására csak akkor van lehetőség, ha az adományozottak száma legalább egy fővel csökken.
A kitüntetés feljogosítja viselőjét, hogy meghívottként részt vegyen a Magyar Köztársaság nemzeti- és állami ünnepein rendezett központi állami ünnepségeken, valamint nemzeti- és állami ünnepeknek nem minősülő kiemelkedő fontosságú rendezvényeken. Továbbá jogosult élete végéig a kitüntetést birtokolni és magát a Magyar Corvin-lánc birtokosának nevezni.
A kitüntetés birtoklásának joga megszűnik, ha az adományozott meghal, az adományozottat a közügyek gyakorlásától eltiltó határozat jogerőre emelkedik, továbbá, ha az adományozott lemond a kitüntetésről.
Az adományozást az adományozott nevének és az adományozás dátumának feltüntetésével a kitüntetés hátlapjára történő bevéséssel kell megörökíteni.
Amennyiben ugyanazon kitüntetés hátoldalára több név már nem véshető fel, akkor az adott kitüntetést több alkalommal átadni nem lehet, annak hátlapjára a „Lezárva” feliratot kell vésni és át kell adni a Magyar Nemzeti Múzeumnak, mint a kitüntetés őrzésére és kiállítására jogosult intézménynek.

## A Magyar Corvin-lánc Testület
A Magyar Corvin-lánc Testület (a továbbiakban: Testület) a Magyarország címerének és zászlajának használatáról, valamint állami kitüntetéseiről szóló 2011. évi CCII. törvény 15. § (2) bekezdésében meghatározott tagokból álló köztestület. A köztestületi tagsági jogviszony a Magyar Corvin-lánc kitüntetés adományozásával keletkezik, és a Magyar Corvin-lánc kitüntetés birtoklásának joga megszűnésével szűnik meg. A Testület közhasznú jogállású szervezet.
A Testület legfőbb szerve a Testület tagjaiból álló közgyűlés. A közgyűlés a Testület tagjai közül elnököt és elnökhelyettest választ. A Testület képviseletét a Testület elnöke látja el. A Testület által foglalkoztatott személyek felett a munkáltatói jogokat az elnök gyakorolja. A Testület működésének alapvető szabályait az alapszabály tartalmazza. A Testület működésével kapcsolatos hivatali feladatokat az elnök munkaszervezeteként működő Magyar Corvin-lánc Testület Titkársága látja el.
A Testület tevékenységével a tudományok és művészetek, valamint a magyar nemzeti oktatás és művelődés fellendítésén munkálkodik és őrködik a kitüntetés tekintélye felett, továbbá véleményt nyilvánít abban a kérdésben, hogy a Magyar Corvin-lánc kitüntetés adományozására irányuló javaslat szempontjából megfontolásra javasolt személy érdemes és méltó-e a kitüntetésre. Külön felkérés alapján véleményt nyilvánít a magyar tudományt, irodalmat, művészetet, oktatást, művelődést, valamint minden egyéb, általa fontosnak tartott területet érintő állami döntések tervezetével kapcsolatban. A fent felsoroltakon túl figyelemmel kíséri a magyar tudományos és művészeti életet, az oktatás és művelődés helyzetét és ezzel kapcsolatban közérdekű javaslatot tehet, valamint nyilvános állásfoglalást tehet közzé. A Testület ösztöndíjprogramot működtethet a szakterületükön kiemelkedő tehetséggel rendelkező személyek támogatása céljából.

### A Testület jelenlegi tagjai
- Bor Zsolt fizikus
- Huszti Péter színművész
- Karikó Katalin kutatóbiológus, biokémikus
- Krausz Ferenc fizikus
- Lovász László matematikus
- Maróth Miklós orientalista akadémikus
- Marton Éva operaénekes
- Martonyi János külügyminiszter
- Melocco Miklós szobrászművész
- Ritoók Zsigmond klasszika-filológus akadémikus
- Sótonyi Péter orvos akadémikus
- Vizi E. Szilveszter orvos, agykutató

## A Magyar Corvin-lánc Iroda
A Magyar Corvin-lánc Iroda (továbbiakban: Iroda) feladatait a Miniszterelnöki Kabinet látja el. Az Iroda gondoskodik a kitüntetés adományozásával összefüggő adminisztratív munka ellátásáról, továbbá a kitüntetés előállításáról, pótlásáról, javíttatásáról, továbbá ellátja a Testület működésével összefüggő titkársági feladatokat.
2023 februárjában az Iroda az 1146 Budapest, Hermina út 45. szám alatt található, frissen felújított Róheim-villába költözött.

### Vezetői
- 2001–2002 Schmidt Mária
- 2011–2016 Granasztói György
- 2017– Klinghammer István